# مدهوكة باسكويية
مدهوكة باسكويية (الاسم العلمي:Madhuca pasquieri) هي نوع من النباتات يتبع جنس المدهوكة من الفصيلة السبوتية.